# Mistrovství Československa v orientačním běhu 1984
Mistrovství Československé socialistické republiky v orientačním běhu proběhlo v roce 1984 ve dvou individuálních a jedné týmové disciplíně.

## Mistrovství ČSSR jednotlivců (klasická trať)
| Datum závodu   | 6. 10. 1984              |  | Místo konání    | Vápenný Podol • aréna |  | Pořadatel       | OK Lokomotiva Pardubice |
| Ředitel závodu |                          |  | Hlavní rozhodčí |                       |  | Stavitelé tratí |                         |
| Název mapy     | Kočičí ocas západní část |  | Web závodu      |                       |  | Výsledky závodu |                         |

| Zkrácené výsledky             | Zkrácené výsledky       | Zkrácené výsledky                     | Zkrácené výsledky       | Zkrácené výsledky       | Zkrácené výsledky | Zkrácené výsledky       | Zkrácené výsledky          | Zkrácené výsledky       | Zkrácené výsledky       |
| Pořadí                        | H21 – muži              | H21 – muži                            | H21 – muži              | H21 – muži              | Pořadí            | D21 – ženy              | D21 – ženy                 | D21 – ženy              | D21 – ženy              |
| ----------------------------- | ----------------------- | ------------------------------------- | ----------------------- | ----------------------- | ----------------- | ----------------------- | -------------------------- | ----------------------- | ----------------------- |
| Zlatá medaile                 | Jozef Pollák            | VŠK Košice                            | 1:31:48                 |                         | Zlatá medaile     | Jana Hlaváčová          | VŠZ Brno                   | 1:00:09                 |                         |
| Stříbrná medaile              | Jaromír Tišer           | TJ Jičín                              | 1:32:37                 | +0:49                   | Stříbrná medaile  | Ada Kuchařová           | KOS TJ Tesla Brno          | 1:07:08                 | +6:59                   |
| Bronzová medaile              | Luděk Pavelek           | TJ Opava                              | 1:32:40                 | +0:52                   | Bronzová medaile  | Eva Bártová             | TJ Jičín                   | 1:08:01                 | +7:52                   |
| 4                             | Vlastimil Uchytil       | VSK VŠB TU Ostrava                    | 1:33:58                 | +2:10                   | 4                 | Věra Krajčová           | VŠZ Brno                   | 1:08:54                 | +8:45                   |
| 5                             | Jiří Hlaváč             | VŠZ Brno                              | 1:35:40                 | +3:52                   | 5                 | Jana Hájová-Fialová     | TJ Gottwaldov              | 1:11:10                 | +11:01                  |
| 6                             | Jaroslav Hořínek        | USK Praha                             | 1:36:10                 | +4:22                   | 6                 | Iva Slaninová           | OOB VŠP Hradec Králové     | 1:11:32                 | +11:23                  |
| 7                             | Jaromír Šrámek          | Lokomotiva Šumperk                    | 1:36:17                 | +4:29                   | 7                 | Pavlína Bacílková       | TJ Jičín                   | 1:12:38                 | +12:29                  |
| 8                             | Petr Henych             | VSK ČVUT Fakulta Stavební Praha       | 1:36:34                 | +4:46                   | 8                 | Olga Tišerová           | TJ Jičín                   | 1:12:45                 | +12:36                  |
| 9                             | Jaroslav Kačmarčík      | TJ TŽ Třinec                          | 1:37:10                 | +5:22                   | 9                 | Iva Kalibánová          | OOB VŠP Hradec Králové     | 1:13:12                 | +13:03                  |
| 10                            | Petr Dušátko            | Rudá hvězda Hradec Králové            | 1:37:35                 | +5:47                   | 10                | Ivana Lacigová          | USK Praha                  | 1:13:17                 | +13:08                  |
| Pořadí                        | H19 – junioři           | H19 – junioři                         | H19 – junioři           | H19 – junioři           | Pořadí            | D19 – juniorky          | D19 – juniorky             | D19 – juniorky          | D19 – juniorky          |
| Zlatá medaile                 | Juraj Petrinec          | Akademický ŠK Prírodovedec Bratislava | 1:15:57                 |                         | Zlatá medaile     | Zuzana Táborská         | USK Praha                  | 1:13:58                 |                         |
| Stříbrná medaile              | Pavel Brlica            | VŠZ Brno                              | 1:17:56                 | +1:59                   | Stříbrná medaile  | Dagmar Coufalíková      | OOB TJ Slovan Luhačovice   | 1:18:03                 | +4:05                   |
| Bronzová medaile              | Tomáš Lejsek            | USK Praha                             | 1:19:12                 | +3:15                   | Bronzová medaile  | Marcela Belková         | TJ TŽ Třinec               | 1:20:05                 | +6:07                   |
| Pořadí                        | H17 – starší dorostenci | H17 – starší dorostenci               | H17 – starší dorostenci | H17 – starší dorostenci | Pořadí            | D17 – starší dorostenky | D17 – starší dorostenky    | D17 – starší dorostenky | D17 – starší dorostenky |
| Zlatá medaile                 | Petr Utinek             | OK Jiskra Nový Bor                    | 52:20                   |                         | Zlatá medaile     | Lucie Komancová         | Rudá hvězda Hradec Králové | 49:25                   |                         |
| Stříbrná medaile              | Václav Řápek            | Tempo Praha                           | 56:45                   | +4:25                   | Stříbrná medaile  | Petra Wagnerová         | TJ Opava                   | 50:46                   | +1:21                   |
| Bronzová medaile              | Vladimír Zicha          | TJ Jičín                              | 57:52                   | +5:32                   | Bronzová medaile  | Jana Ondráčková         | KOB ZPV Prostějov          | 51:12                   | +1:47                   |
| Pořadí                        | H15 – mladší dorostenci | H15 – mladší dorostenci               | H15 – mladší dorostenci | H15 – mladší dorostenci | Pořadí            | D15 – mladší dorostenky | D15 – mladší dorostenky    | D15 – mladší dorostenky | D15 – mladší dorostenky |
| Zlatá medaile                 | Martin Sadílek          | TJ Gottwaldov                         | 44:01                   |                         | Zlatá medaile     | Dagmar Abelová          | OK Jiskra Nový Bor         | 41:43                   |                         |
| Stříbrná medaile              | Pavel Dlabola           | TJ Jičín                              | 46:52                   | +2:51                   | Stříbrná medaile  | Marcela Sobková         | TJ Baník Ostrava OKD       | 43:49                   | +2:06                   |
| Bronzová medaile              | Jan Gajda               | SJH Jindřichův Hradec                 | 48:21                   | +4:20                   | Bronzová medaile  | Dana Drobilíková        | TJ Gottwaldov              | 45:46                   | +4:03                   |
| << předchozí • následující >> |                         |                                       |                         |                         |                   |                         |                            |                         |                         |

Souhrnné informace naleznete v článku Mistrovství Československa v orientačním běhu na klasické trati.

## Mistrovství ČSSR štafet
| Datum závodu   | 7. 10. 1984               |  | Místo konání    | Vápenný Podol • aréna |  | Pořadatel       | OK Lokomotiva Pardubice |
| Ředitel závodu |                           |  | Hlavní rozhodčí |                       |  | Stavitelé tratí |                         |
| Název mapy     | Kočičí ocas východní část |  | Web závodu      |                       |  | Výsledky závodu |                         |

| Zkrácené výsledky             | Zkrácené výsledky                                                       | Zkrácené výsledky | Zkrácené výsledky | Zkrácené výsledky | Zkrácené výsledky                                                  | Zkrácené výsledky | Zkrácené výsledky | Zkrácené výsledky | Zkrácené výsledky |
| Pořadí                        | H21 – muži                                                              | H21 – muži        | H21 – muži        | Pořadí            | D21 – ženy                                                         | D21 – ženy        | D21 – ženy        |                   |                   |
| ----------------------------- | ----------------------------------------------------------------------- | ----------------- | ----------------- | ----------------- | ------------------------------------------------------------------ | ----------------- | ----------------- | ----------------- | ----------------- |
| Zlatá medaile                 | VSK ČVUT Fakulta Stavební Praha Martin Tichovský Jiří Janás Petr Henych | 3:00:34           |                   | Zlatá medaile     | TJ Jičín Pavlína Bacílková Olga Tišerová Eva Bártová               | 2:33:30           |                   |                   |                   |
| Stříbrná medaile              | USK Praha Jaroslav Hořínek Petr Kozák Ondřej Táborský                   | 3:01:06           | +0:32             | Stříbrná medaile  | KOS TJ Tesla Brno Věra Kolaříková Dobra Janotová Ada Kuchařová     | 2:33:38           | +0:08             |                   |                   |
| Bronzová medaile              | Rudá hvězda Praha Karol Hierweg Luděk Pavelek Aleš Macháček             | 3:02:17           | +1:43             | Bronzová medaile  | OOB VŠP Hradec Králové Iva Slaninová Jana Smutná Iva Kalibánová    | 2:34:03           | +0:33             |                   |                   |
| 4                             | VŠZ Brno                                                                | 3:05:44           | +5:10             | 4                 | VŠZ Brno                                                           | 2:38:39           | +5:09             |                   |                   |
| 5                             | USK Praha                                                               | 3:07:17           | +6:43             | 5                 | USK Praha                                                          | 2:47:52           | +14:22            |                   |                   |
| Pořadí                        | H18 – dorostenci                                                        | H18 – dorostenci  | H18 – dorostenci  | Pořadí            | D18 – dorostenky                                                   | D18 – dorostenky  | D18 – dorostenky  |                   |                   |
| Zlatá medaile                 | SK Praga Jan Bláha Pavel Buzek Jan Běhounek                             | 2:10:42           |                   | Zlatá medaile     | KOB ZPV Prostějov Petra Ondráčková Jana Ondráčková Hana Třísková   | 1:52:01           |                   |                   |                   |
| Stříbrná medaile              | Rudá hvězda Hradec Králové Miloslav Maťátko Petr Weber Jan Kamenický    | 2:11:37           | +0:55             | Stříbrná medaile  | TJ TŽ Třinec Iveta Liberdová Mária Honzová Diana Cieslarová        | 1:59:16           | +7:15             |                   |                   |
| Bronzová medaile              | TJ Gottwaldov Jan Šidla Martin Sadílek Petr Višňa                       | 2:17:16           | +6:34             | Bronzová medaile  | TJ Lokomotiva Praha Šárka Burýšková Helena Dolečková Eva Dolečková | 2:07:17           | +15:16            |                   |                   |
| << předchozí • následující >> |                                                                         |                   |                   |                   |                                                                    |                   |                   |                   |                   |

Souhrnné informace naleznete v článku Mistrovství Československa v orientačním běhu štafet.

## Mistrovství ČSSR na dlouhé trati
| Datum závodu   | 13. 10. 1984 |  | Místo konání    | Brněnská přehrada - Obora • aréna |  | Pořadatel       | VŠZ Brno |
| Ředitel závodu |              |  | Hlavní rozhodčí |                                   |  | Stavitelé tratí |          |
| Název mapy     | Komora       |  | Web závodu      |                                   |  | Výsledky závodu |          |

| Zkrácené výsledky             | Zkrácené výsledky       | Zkrácené výsledky       | Zkrácené výsledky       | Zkrácené výsledky       | Zkrácené výsledky | Zkrácené výsledky       | Zkrácené výsledky        | Zkrácené výsledky       | Zkrácené výsledky       |
| Pořadí                        | H21 – muži              | H21 – muži              | H21 – muži              | H21 – muži              | Pořadí            | D21 – ženy              | D21 – ženy               | D21 – ženy              | D21 – ženy              |
| ----------------------------- | ----------------------- | ----------------------- | ----------------------- | ----------------------- | ----------------- | ----------------------- | ------------------------ | ----------------------- | ----------------------- |
| Zlatá medaile                 | Jiří Hlaváč             | VŠZ Brno                |                         |                         | Zlatá medaile     | Jana Hlaváčová          | VŠZ Brno                 |                         |                         |
| Pořadí                        | H19 – junioři           | H19 – junioři           | H19 – junioři           | H19 – junioři           | Pořadí            | D19 – juniorky          | D19 – juniorky           | D19 – juniorky          | D19 – juniorky          |
| Zlatá medaile                 | Aleš Macháček           | USK Praha               |                         |                         | Zlatá medaile     | Dagmar Coufalíková      | OOB TJ Slovan Luhačovice |                         |                         |
| Pořadí                        | H17 – starší dorostenci | H17 – starší dorostenci | H17 – starší dorostenci | H17 – starší dorostenci | Pořadí            | D17 – starší dorostenky | D17 – starší dorostenky  | D17 – starší dorostenky | D17 – starší dorostenky |
| Zlatá medaile                 | Václav Řápek            | Tempo Praha             |                         |                         | Zlatá medaile     | Jana Ondráčková         | KOB ZPV Prostějov        |                         |                         |
| << předchozí • následující >> |                         |                         |                         |                         |                   |                         |                          |                         |                         |

Souhrnné informace naleznete v článku Mistrovství Československa na dlouhé trati.